# Temple protestant de Salon-de-Provence
Le temple protestant de Salon-de-Provence est un lieu de culte construit en 1867 et situé place porte coucou à Salon-de-Provence. La paroisse est membre de l'Église protestante unie de France.

## Histoire
À la Renaissance, durant Réforme protestante, la région est marquée par la persécution des Vaudois du Luberon.
L'édifice est construit en 1867 par la confrérie des pénitents bleu de Salon, catholiques traditionalistes, qui donnent leur nom à l'impasse longeant l'église. La confrérie y tient sa dernière réunion en 1910, puis le lieu est peu utilisé. Elle sert de prison après le débarquement de Provence.
Après le IIe concile œcuménique du Vatican, en 1967, l'archevêché d'Aix-en-Provence accepte de céder la chapelle aux protestants, qui n'ont pas encore de lieu de culte à Salon. En 2011, la communauté protestante en devient pleinement propriétaire,,.

## Architecture
La façade ordonnancée s'ouvre par un porche en plein cintre précédée de cinq marches. Il est flanqué de deux colonnes doriques, à feuilles d’acanthes, engagées. Dans la boiserie, au centre d'une croix, le christogramme IHS surmonté d'une croix pattée, coiffant trois clous placés en éventail, rappelant le symbole des Compagnie de Jésus. En bas-relief au-dessus de la porte, le monogramme SLL dans une cadre quadrilobé.
Au centre de la façade, une rosace à huit pétales, dont le cœur est un vitrail rouge. Toutes les fenêtres de la nef et du chevet, sont en plein cintre et garnies de vitraux figurant des personnages de la Bible ou de l'histoire de l’Église : Bruno le Chartreux, Jacques de Zébédée, Victor de Marseille, Laurent de Rome, avec son gril et sa palme de martyr, une pietà... Ils sont réalisés par le maître verrier Guilbert d'Anelle et offerts par madame Maupas. Ce sont les vitraux les plus anciens des édifices salonais.
Le tympan est décoré du sacré-cœur ensanglanté, percé de quatre poignards, surmonté d'une croix et entouré de la couronne d'épines. Un clocheton, avec une tête d'angelot ailé, surmonte le pignon.
L'intérieur est aménagé sobrement, avec une double rangée de bancs modernes en bois. Des croix nues, sans représentation de Jésus crucifié. 